# 湘南デニムストリート
湘南デニムストリート（しょうなんデニムストリート）は、デニム専門店「倉敷デニムストリート」の姉妹店。
株式会社寺子屋が運営。

## 解説
1Fデニム雑貨、2Fメンズレディス、テイクアウトコーナーがある。
1Fは海外からの輸入品を中心にオリジナルの1点もののリメイクバッグ等安価ながらも
こだわりのデニム商品を800種類以上展開。
2Fにはデニムの聖地「岡山・児島」のデニムブランドを取りそろえる。
展開ブランドは、「和蔵-WAKURA-」「桃太郎ジーンズ」「DEEP　BLUE」「Edge of Line」
「Gb製作所」「commonplace」「Musashi」「Strike Gold」「天領デニム」
「Anccours」「Denim Closet」「toche」等

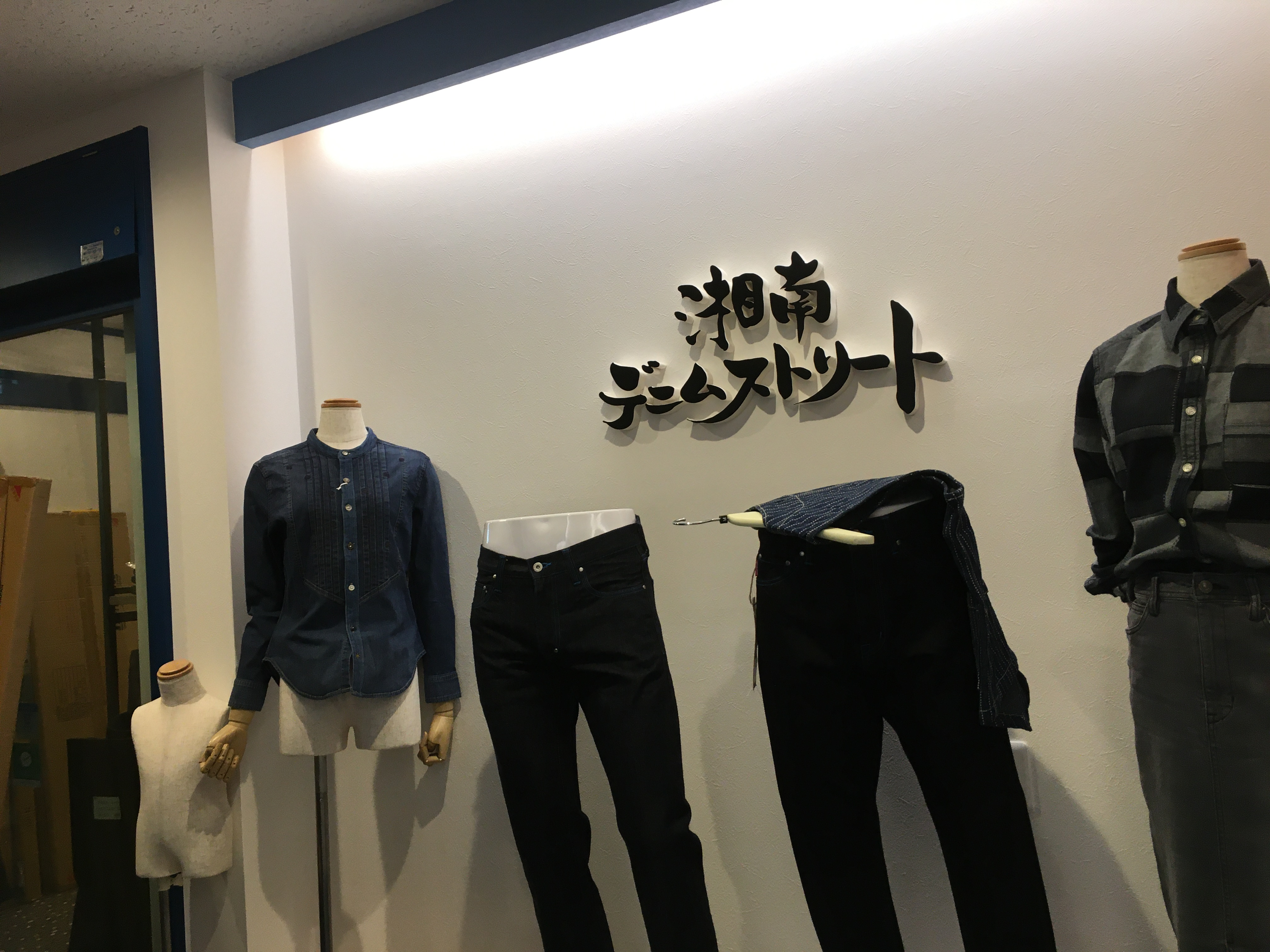

テイクアウトコーナーでは「デニムまん」や「デニムソフト」等インパクトのある青色メニューが楽しめる。

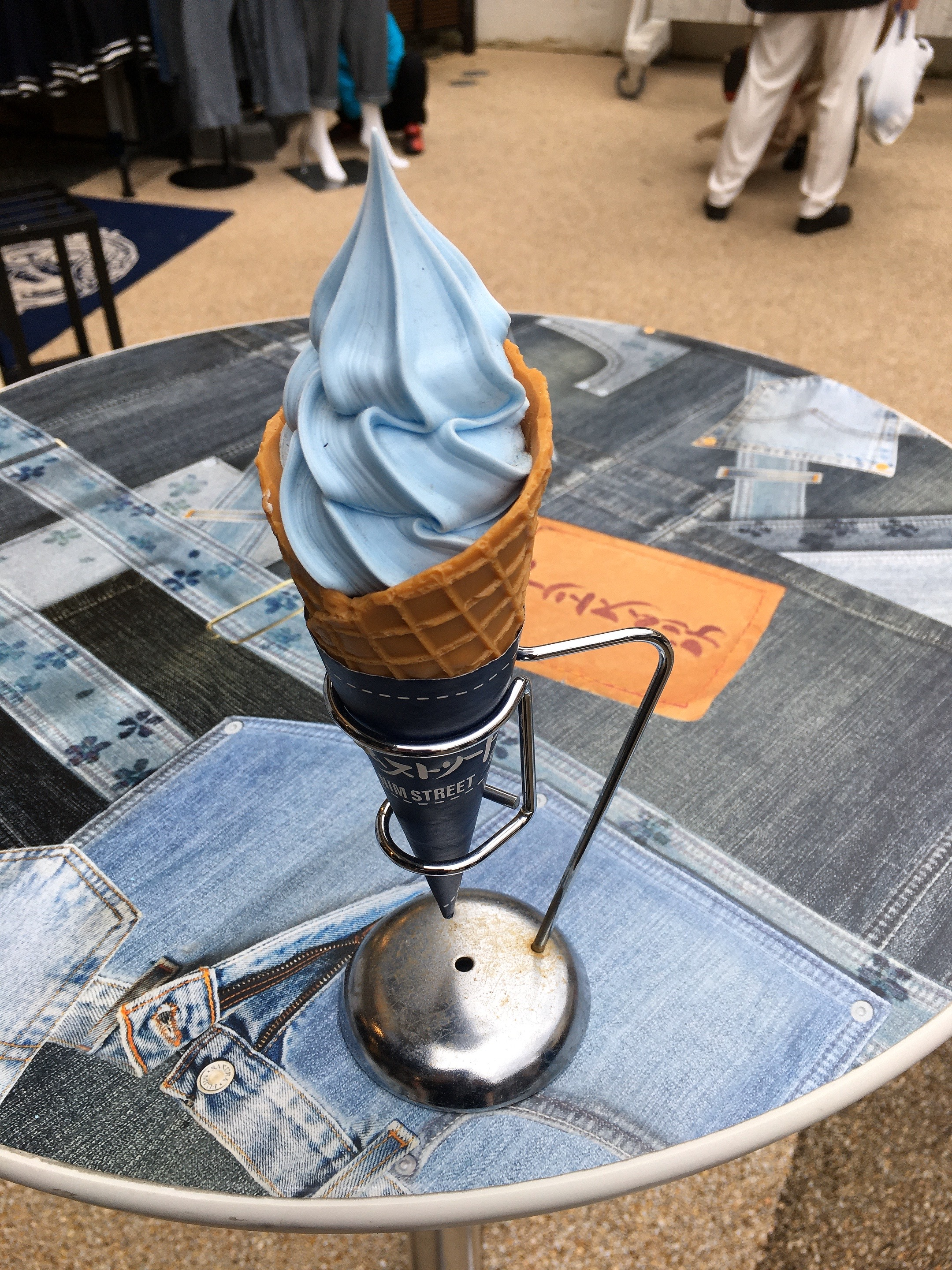

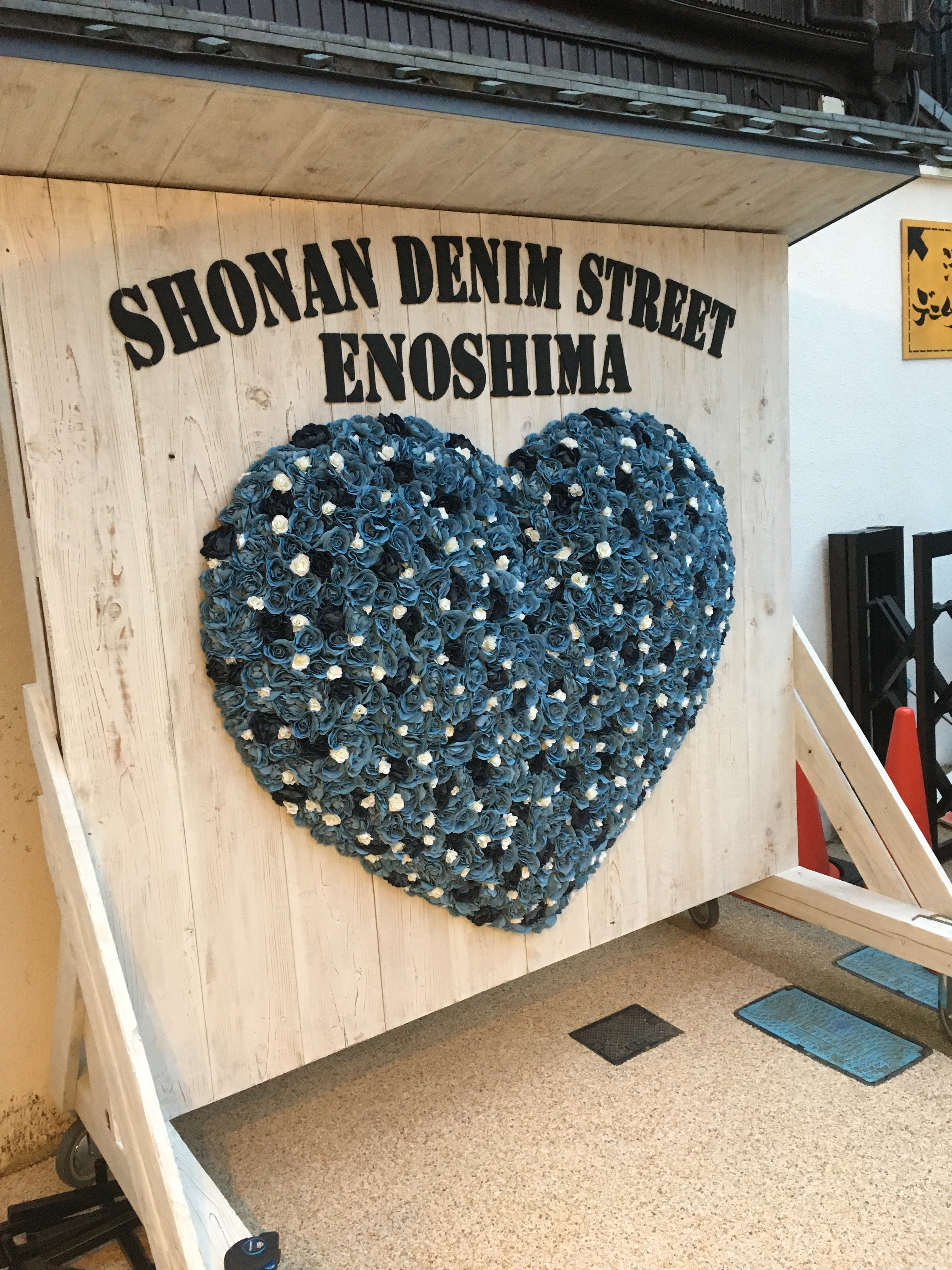

## 所在地
神奈川県藤沢市江の島1丁目4番12号
TEL:0466-427-6769